# Райгит-энд-Банстед
Райгит-энд-Банстед (англ. Reigate and Banstead) — неметрополитенский район (англ. non-metropolitan district) со статусом боро в графстве Суррей (Англия). Административный центр — город Райгит.

## География
Район расположен в восточной части графства Суррей, граничит на севере с лондонскими боро Саттон и Кройдон, на юге — с графством Западный Суссекс.

## История
Район образован 1 апреля 1974 года в результате объединения боро Райгит, городского района (англ. Urban district) Банстед и части сельских районов (англ. Rural District) Доркинг и Хорли.

## Состав
В состав района входят 4 города:
- Банстед
- Райгит
- Редхилл
- Хорли

и 1 община (англ. civil parish).
- Солфордс-энд-Сидлоу